# Elizabeth Salguero
Elizabeth Eli Cristina Salguero Carrillo (Córdoba, Argentina, 1 de noviembre de 1964) es una periodista, activista feminista y política de nacionalidad boliviana del Movimiento al Socialismo. Ha sido diputada en la Asamblea Legislativa Plurinacional de Bolivia (2006-2010), Ministra de las Culturas (2011-2012) y embajadora de Bolivia ante Alemania (2012-2015). Especialista en temas de género y derechos de las mujeres, desde finales de 2015 trabaja en ONU Mujeres como experta internacional en Planificación Estratégica para Bolivia.

## Trayectoria
Licenciada en Comunicación Social y periodista realizó sus estudios en la Universidad Nacional de Córdoba (Argentina). Posteriormente obtuvo una maestría en Planificación Regional y Ciencias Regionales en la Universidad Técnica de Karlsruhe (Alemania).
Activista feminista, fue asesora de la Delegación Boliviana de Mujeres Indígenas en el I Encuentro Latinoamericano de Mujeres Indígenas realizado en Fortaleza, Brasil, y coordinadora nacional hacia la IV Conferencia Mundial de la Mujer de Beijing 1995.
Como comunicadora fue fundadora y directora de la Red Nacional de Trabajadoras de la Información y Comunicación RED-ADA. Fue directora de la eevista Crónica Azul 1996-2000 y miembro del Comité Editorial del suplemento Cuarto Propio del periódico La Razón 1998-1999. También fue miembro del consejo editorial y columnista de Tiempos de Cambio.
También trabajó como asesora de género del Apoyo Programático Sectorial a la Agricultura (APSA) del Ministerio de Asuntos Campesinos y Agropecuarios, de instituciones públicas y privadas sin fines de lucro y de organizaciones de cooperación internacional como el Fondo de Población de Naciones Unidas y UNICEF.

### Diputada en la Asamblea Legislativa (2006 - 2009)
En 2006 fue elegida diputada por el Movimiento al Socialismo en la Asamblea Legislativa Plurinacional de Bolivia y fue Presidenta de la Comisión de Derechos Humanos de la Cámara de Diputados, Presidenta de la Unión Interparlamentaria-Bolivia y vicepresidenta de la Comisión de Política Social.
En su etapa como parlamentaria fue promotora de varias leyes a favor de los derechos de las mujeres, entre ellas la Ley contra el acoso y violencia en razón de género, fue proyectista de la Ley contra la trata y tráfico de personas; de la reglamentación de la interrupción voluntaria del embarazo; Ley contra el Acoso Sexual en los ámbitos educativos y laborales; e impulsora de la promulgación de la Ley de Derechos Sexuales y Reproductivos.
También fue integrante del Grupo Parlamentario de Lucha contra la Corrupción de la Cámara de Diputados y Presidenta de la Liga de Amistad Boliviana Alemana.
En las elecciones de 2009 fue elegida diputada suplente por la Asamblea Legislativa Plurinacional 2010-2015. 
En 2010 fue candidata no electa a la alcaldía de La Paz.

### Ministra de Culturas (2011-2012)

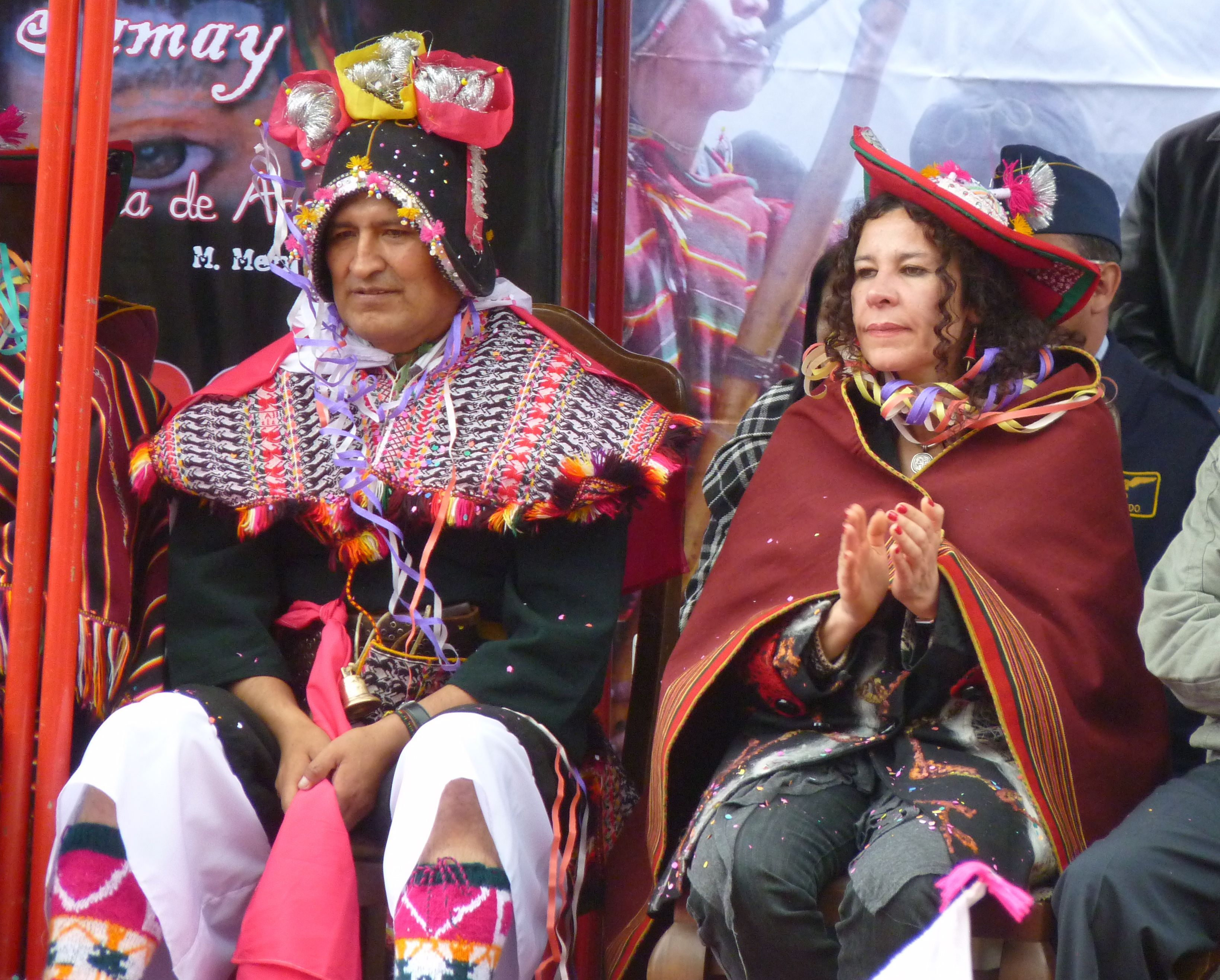
El presidente de Bolivia Evo Morales y la ministra Elizabeth Salguero en el Festival Pujllay (2011)

El 16 de febrero de 2011 fue nombrada Ministra de las Culturas reemplazando a Zulma Yugar. Salguero se comprometió a trabajar en interculturalidad, en las artes y la cultura promover el turismo y no olvidar la lucha por la superación del patriarcado como parte del proceso de descolonización espiritual.
Durante su mandato como ministra UNESCO reconoció como parte del Patrimonio de la Humanidad cultural e inmaterial la fiesta Ichapekene Fiesta de San Ignacio de Moxos, se nominó el festival Pujllay en Tarabuco que logró el reconocimiento en 2014 (incluyendo las danzas Ayarichi del pueblo Yampara y el Festival Alasita de La Paz.
De 2012 a 2015 fue embajadora de Bolivia en Alemania.

### Políticas
«Descolonizar  y  despatriarcalizar  el  Estado  implica -defiende Salguero- transformar  la  gestión  pública,  el andamiaje  burocrático  y  las  relaciones  de  poder  que  se  cimientan  justamente  en  la supuesta  superioridad  de  lo  no  indígena  y  lo  masculino,  es  decir,  el  racismo  y  el machismo/sexismo.» Fueron las palabras de Salguero para describir sus intenciones políticas
Desde finales de 2015 trabaja en ONU Mujeres. Como técnica de Naciones Unidas experta internacional en Planificación Estratégica para Bolivia tiene como misión  “‘transversalizar’ género en una serie de políticas públicas junto a las instancias del Estado. La labor se enfoca en problemáticas concretas: la violencia contra las mujeres y la implementación de las leyes que la castigan y previenen; además del empoderamiento económico del sector social femenino. Concretamente -explica - también el sector privado puede contribuir a la igualdad de género "aplicando un modelo para que en las empresas se reconozca “igual trabajo, igual salario” para varones y mujeres, entre los varios otros ejes de trabajo para los derechos de las mujeres.

## Publicaciones
- Memoria "Conciencia de Género": capacitación en género a las(os) funcionarios(os) de la Honorable Alcaldía Municipal de La Paz - H.A.M.L.P. Editor CIDEM, 63 pp. 1996
- Cuarto propio en el estado. Con Sonia Montaño. Editor Fempress, 4 pp. 1998
- Mujeres rurales en Bolivia: "juntas por la dignidad de nuestras vidas". Con Patricia Brañez, Roxana Ybarnegaray de Paz, Romanet Zárate Márquez. Colaboró Centro de Información y Desarrollo de la Mujer (La Paz, Bolivia). Editor CIDEM, 128 pp. 1999
- Fortaleciendo los derechos de las mujeres en el ámbito municipal. Editor Gobierno Municipal de la Paz, Oficina de Género, 107 pp. 2001
- Por la despenalización del aborto en América Latina y el Caribe: por el derecho a decidir: memoria: reunión nacional Campaña 28 de septiembre, Bolivia. Editor CIDEM, 63 pp. 2002
- Mujeres en la coyuntura nacional. Editor Articulación de Mujeres por la Equidad y la Igualdad, 141 pp. 2003
- Kongreßschrift. Articulación de Mujeres por la Equidad e Igualdad, Seminario Mujeres en la Coyuntura Nacional. Editor AMUPEI, 141 pp. 2003
- Índice de compromiso cumplido ICC-Bolivia: un instrumento de control ciudadano. Con Susana Rico Cronenbold. Colaboró Centro de Información y Desarrollo de la Mujer (La Paz, Bolivia). Editor Centro de Información y Desarrollo de la Mujer, 83 pp. 2004
- El papel de los parlamentos en América Latina para promover la reconciliación, fortaleciendo así una sociedad de derecho más equitativa e inclusiva: 8 y 9 de junio, La Paz, Bolivia, 2007. Editor República de Bolivia, H. Cámara de Diputados, 137 pp. 2007
- Por la democracia, el desarrollo, los derechos humanos y la paz. Editor Fondo Editorial de Diputados, 171 pp. 2008
- Agenda legislativa desde las mujeres, 2008-2011. Editor Agencia Española de Cooperación Internacional y Desarrollo, AECID, 286 pp. 2009